# Винзонс, Венцеслао
Венцеслао Винзонс (англ. Wenceslao Vinzons; 28 сентября 1910, Индан (ныне Винзонс), Северный Камаринес, Первая Филиппинская республика, Филиппины — 15 июля 1942, Даэт, Северный Камаринес, Филиппины) — филиппинский политический и государственный деятель, видный представитель филиппинского национально-освободительного движения, один их лидеров вооружённого сопротивления японским оккупационным войскам во время Второй мировой войны. Самый молодой член Конституционного собрания Филиппин 1935 года.

## Биография

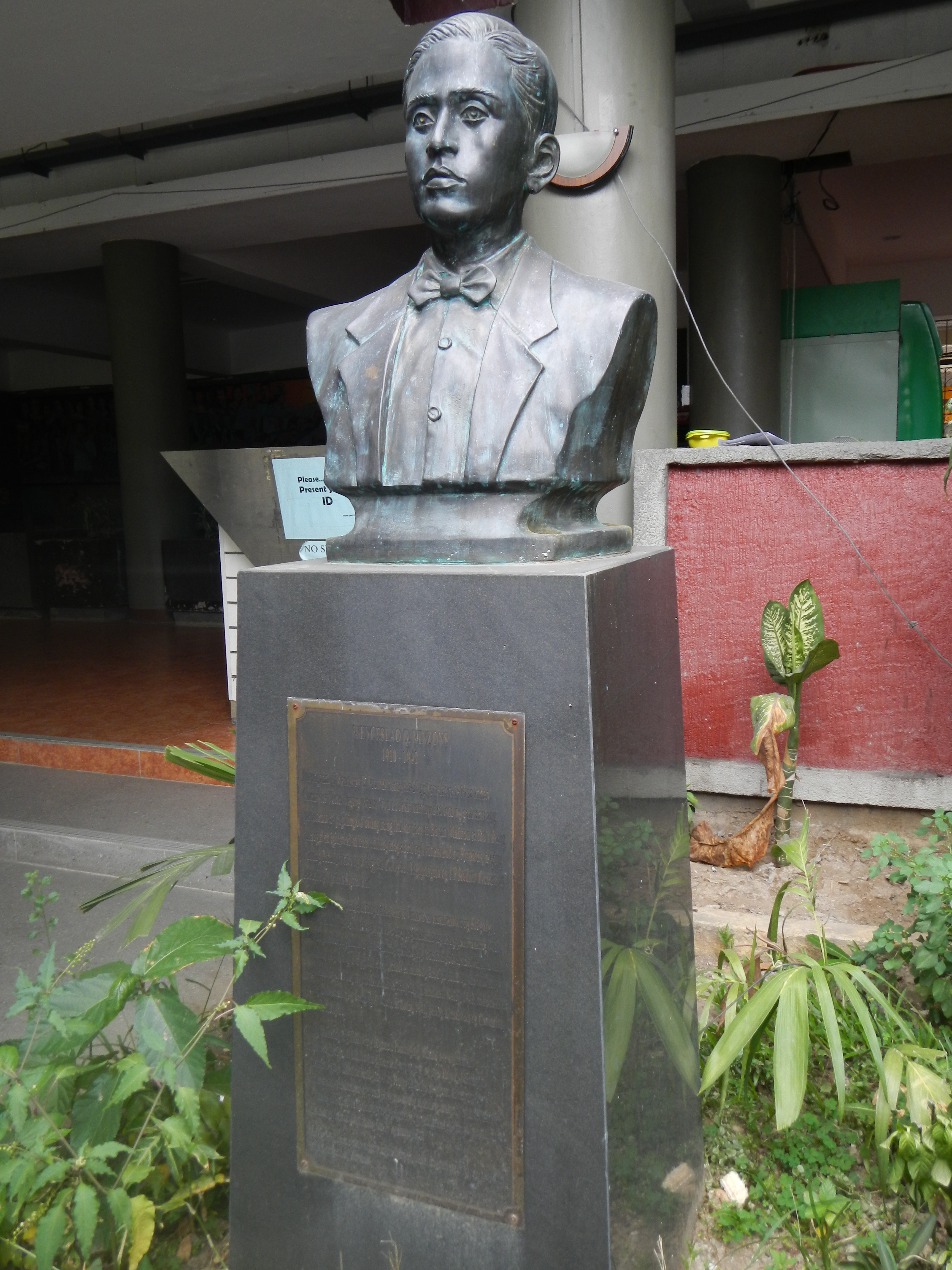
Бюст Венцеслао Винзонса

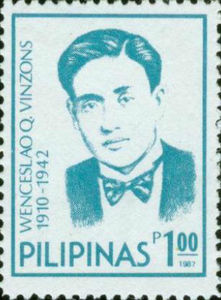
Венцеслао Винзонс на почтовой марке Филиппин. 1987 г.

Обучался в Университете Филиппин (Манила). Стал бакалавром права. Был лидером студенческой молодёжи, президентом студенческого совета. Выступал за создание Мафилиндо, объединение стран Юго-Восточной Азии общего малайского происхождения.
Совместно с единомышленниками, среди которых был Артуро Модесто Толентино, в начале 1930-х годов создал политическую партию — Молодая партия Филиппин, целью которой было достижение независимости от правления США. В 1934 году избран депутатом Филиппинского Конституционного конвента.
В 1940—1941 годах — губернатор провинции Северный Камаринес, входящую в Бикольский Регион на острове Лусон.
Член Палаты представителей Филиппин.
После оккупации страны японцами в 1941 году, в числе первых филиппинцев, стал организовывать партизанское сопротивление врагу. Возглавил отряд, первый в истории страны, сражавшийся с Императорской армией Японии на Филиппинах, и выросший до 2800 человек. Партизанское движение позже переросло в народную войну филиппинцев против японцев.
По некоторым данным, с декабря 1941 по май 1942 года партизаны Винзона, уничтожили около 3000 японских солдат, убивая их, в том числе, при помощи луков и отравленными стрелами. В мае 1942 года Винзонс, атакуя противника, освободил столицу провинции город Даэт, после чего стал главной мишенью японской армии в этом регионе.
С помощью предателя, 8 июля 1942 года японцы схватили Винзонса вместе с его отцом. Во время допроса 15 июля 1942 года после очередного отказа сотрудничать с японскими войсками, Винзонс был заколот штыками. Вскоре после этого его отец, жена, сестра и двое детей были также казнены японцами.

## Память
- Родной город Винзона, Индан, был переименован в его честь
- Одна из школ в Маниле носит его имя
- В 1959 году студенческий городок Филиппинского университета в Дилимане получил название Винзонс-Холл
- Установлен бюст Винзона
- Почта Филиппин в 1987 и 2010 гг. выпустила марки с его изображением